# عیدلو
عیدلو یکی از روستاهای استان آذربایجان شرقی است که در دهستان قوری‌چای غربی بخش سراجو شهرستان مراغه واقع شده‌است. اين روستا تا قبل از انقلاب اسلامی یکی از خان نشينان ترک بوده است. آخرين خان اين روستا آقای سهراب خان صاحبقرانی بود. خاندان صاحبقرانی از بازماندگان ایل افشار و قوم بیات هستند.